# 避妊
避妊（ひにん、英: Birth control/Fertility control/Contraception/Anticonception）は、望まない妊娠を防ぐこと。また、その手法やそれに使う医薬品や器具を使用することである。避妊の計画や準備、避妊の利用を家族計画、産児制限（family planning）と呼ぶ。
避妊は古代から行われており、20世紀になってから効果的で安全な避妊手法が利用できるようになった。
一部の人々は避妊を倫理的、宗教的、または政治的に望ましくないことだと考え、避妊手段へのアクセスを制限したり阻止したりしている。

## 概要
世界保健機関（WHO）とアメリカ合衆国疾病予防センター（CDC）は、特定の病状を持つ女性の避妊手法の安全性に関するガイダンスを提供している。最も効果的な避妊方法は、男性の精管結紮術および女性の卵管結紮術、子宮内避妊器具（IUD）、エトノゲストレル避妊インプラントによる不妊手術である。これに続いて効果的な方法は、経口避妊薬、避妊パッチ、膣リング注射可能な避妊薬（メドロキシプロゲステロン）、腕に入れるエトノゲストレル避妊インプラント
など、ホルモン避妊薬がいくつかある。効果の低い避妊方法には、コンドーム、ダイヤフラム、避妊用スポンジなどの物理的な障壁を導入する方法や、生理的変化を利用した方法（Fertility awareness）がある。最も効果の低い避妊方法は、殺精子剤と膣外射精である。男性の精管切除は非常に効果的であるが、通常は元の状態に戻すことができない。男性用コンドームや女性用コンドームなど使用したセーフセックスは、性感染症の予防にも役に立つ。他の避妊方法は、性感染症は予防できない。緊急避妊薬を用いると、避妊せずに行われた性交から72〜120時間以内に服用した場合に、妊娠を防ぐことができる。性的な禁欲も避妊の一形態であると主張する人もいるが、純潔のみの性教育は、避妊教育なしで実施された場合に、10代の妊娠を増加させる可能性がある。
10代の若者の場合、妊娠は悪い結果につながるリスクが高くなる。包括的な性教育と避妊へのアクセスにより、この年齢層の望まない妊娠の割合を減らすことができる事が分かっている。一般に若年層はどのような避妊手法も利用できるが、インプラント、IUD、または膣リングなどの長時間作用型の可逆的な避妊方法は、10代の妊娠率を減らせる可能性がより高いとされる。出産後、母乳だけで子供を育てていない女性は、わずか4〜6週間で再び妊娠する可能性がある。避妊の方法の中には、出生直後に開始できるものもあれば、開始を出産後に最大6か月遅らせる必要があるものもある。母乳育児をしている女性には、複合経口避妊薬をよりもプロゲスチンのみを使用する方法が好まれる。閉経に達した女性は、最後の月経から1年間避妊を継続することが推奨されている。なお、日本では2023年度厚労省公表では126,734件の中絶件数がある。また自殺した妊婦は2022年65名、2023年53名に登る。
日本国内では、避妊している40%が男性用コンドームを使用だが、ベトナムでは子宮内に入れる器具「IUD」や経口避妊薬が多く使われ、ネパールでも無料の手術や注射が選択できる。このため国内在留者は日本での選択肢のなさや高額な処方に困惑している。ベトナム人在留女性の孤立出産も社会問題となっている。なお避妊インプラント利用者は、避妊効果は99％以上であることに加え、ひどい月経痛とだるさが激減したと語る。
開発途上国では、避妊を望んでいる女性の約2億2200万人が現代の避妊手法を利用できない。途上国での避妊の利用により、妊娠中または妊娠前後の死亡数は40%減少し（2008年には約270,000人の死亡が防げた）、避妊の完全な需要が満たされれば、死亡数を70%防止できる。避妊を行って妊娠間の期間を長くすることで、成人女性の出産の結果と子供の生存率を改善することができる。途上国では、女性の収入・資産・体重・子供の学校教育と健康のすべては、避妊へのアクセスが改善することで向上することがわかっている。避妊により扶養される子供が少なくなり、労働に参加する女性が多くなり、希少な資源の利用を減らすことができるため、経済成長の促進に貢献できる。
避妊そのものは、世界各地で古くから行われているが、第二次世界大戦以前の日本においては避妊の知識は少なく、確実性も低かった。ようやく戦後に普及し始め、教育機関では性教育の一環として避妊を教える所もあるが、これには賛否両論がある。
アフリカなどでは、児童就労を目的とした出産や医療の進歩、戦争や部族間抗争の減少の一方で、避妊知識や避妊具の普及が遅れているため、人口の急激な増加の原因の一つになっているとされる。また、元々アフリカでは貧困家庭が多く、避妊具が高価であるが故に、その普及を遅らせている要因の一つになっている。

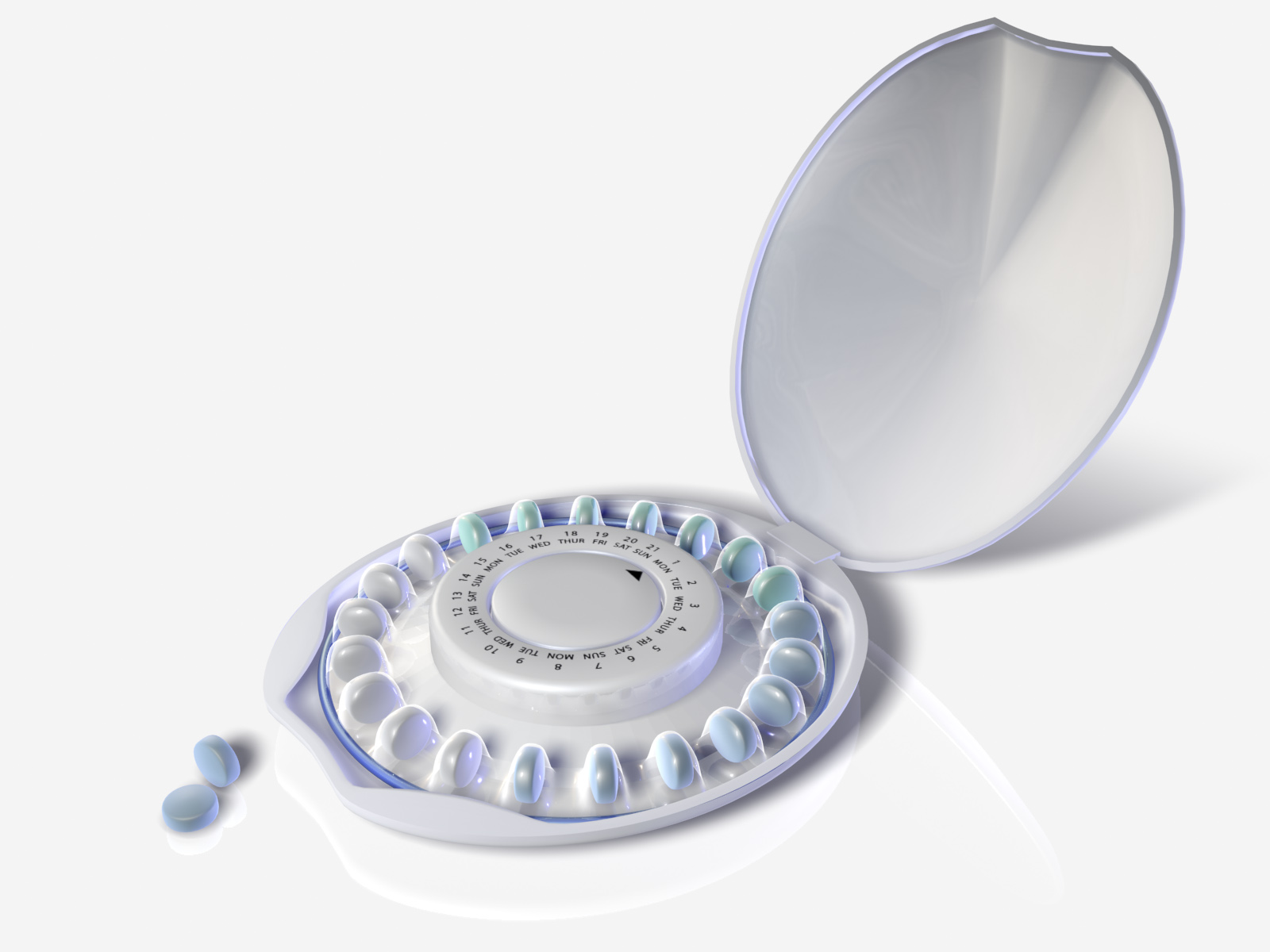
避妊ピル
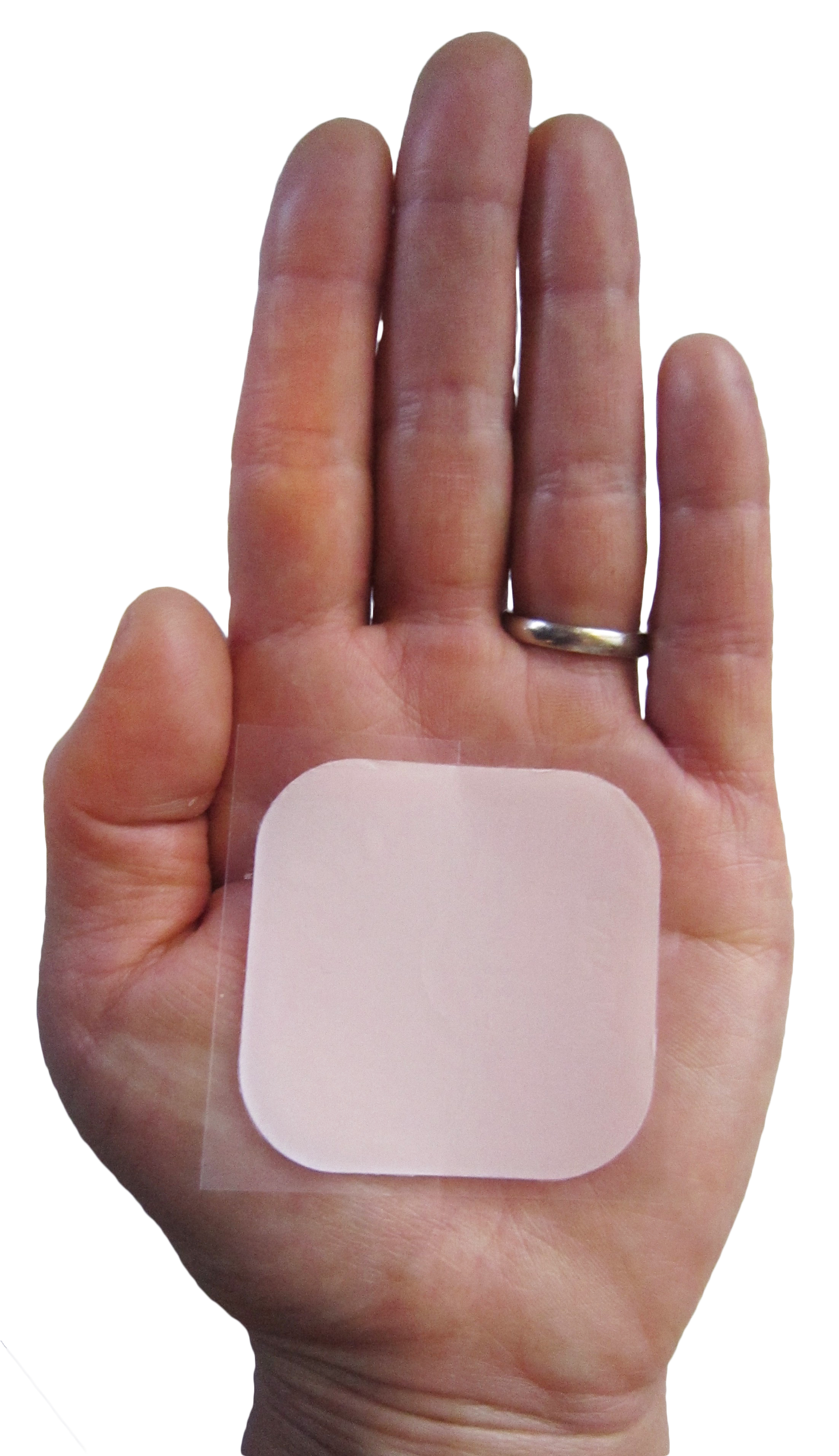
避妊パッチ
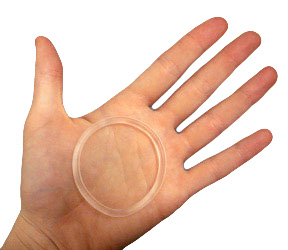
避妊膣リング
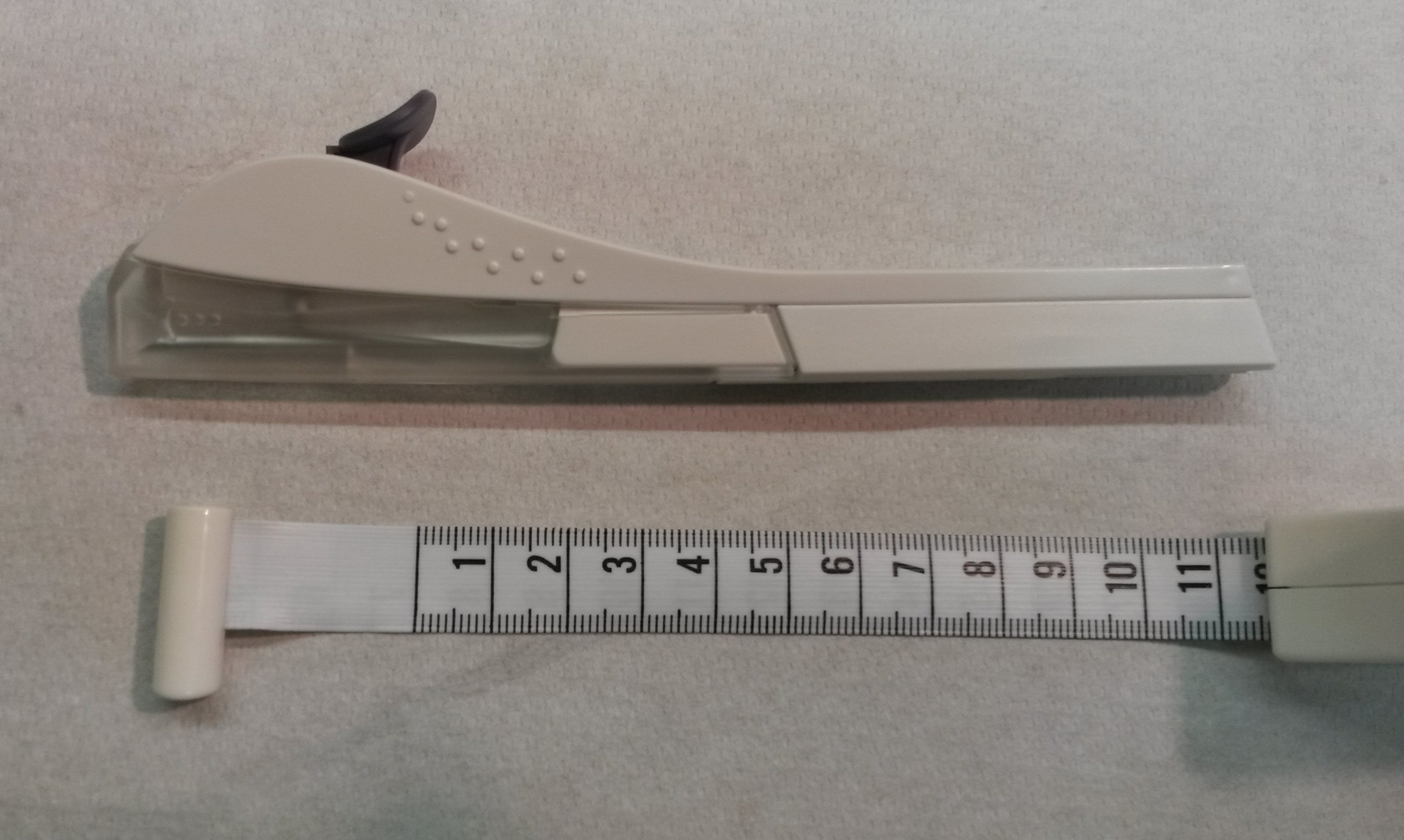
エトノゲストレル避妊インプラント

## パールインデックス(PI)
前述のとおり、完全な避妊法は存在しないが、よく議論されるのが「避妊の効果」である。その避妊の効果を示す一般的な指標が、パールインデックス（PI、パール指数）である。パールインデックスとは、ある避妊法を1年間用いた場合に、避妊に失敗する確率（厳密な定義ではないが、妊娠する確率ともいえる）を示すものである。名称は、アメリカ合衆国の生物学者、生物遺伝学者のレイモンド・パール（Raymond Pearl）の名前にちなむ。
例えば、ある避妊法のパールインデックスが3の場合、その避妊法のみを1年間使った女性のうち3%の人数が妊娠するということになる。避妊をしなかった場合のパールインデックスは85程度といわれている。これは、避妊をまったくしなかった（もしくは妊娠を望んでいる）カップルの女性が1年後に妊娠している率が85%程度であることを示す。

### PIの計算法
PIは「100人の女性が1年間避妊」または「10人の女性が10年間避妊」した場合の「100女性年」を用いて算出される。PIはあくまで避妊方法を数値化し、各々の避妊効果を比較するための数値であり、避妊効果自体を算出するものではない。
PIの算出には3つの数値が必要である。
- 何ヶ月間避妊検証が行われたか、または避妊中の月経回数。
- 妊娠回数。
- 検証完了理由（妊娠が0、その他が1。下記Bを参照）。

PIの算出には2つの方法がある。
- 妊娠回数を避妊検証の合計月で割り、1200を掛ける。
- 妊娠回数を月経回数で割り、1300を掛ける（1300を掛けるのは月経の平均的期間が28日間、年間13回ほどだからである）。

一般的に検証結果には2つのPIが表示される。
- (A)実使用例：すべての妊娠回数と検証期間が含まれる。
- (B)完璧使用例：検証中避妊方法を誤り、妊娠してしまった例は除外して計算。

### PIの信憑性
統計的にPIは0 - 100の間ではあるものの、科学的に「実験失敗」の確率を含めるとPIはパーセントで表せない数値であることがわかる。避妊方法の検証に参加した女性達が皆1か月目で妊娠してしまったら、PIは1200 - 1300のパーフェクトな数値となってしまう。これはPIがパーセントで表すPearl Rate（パール率）からそうでないPearl Index（パール指数）と呼ばれるようになった由来でもある。
また避妊実験を行う被験者の国柄、人種、年齢、学歴などにより避妊失敗率は激変し、PIにも大きく影響する。もちろん健康的で妊娠しやすいカップルから妊娠し、不健康で不妊性のカップルは避妊しなくても妊娠できないこと、避妊道具は使用方法を練習するほど効果が上がることなどは数値化されていない。さらには避妊方法への不満、妊娠願望、避妊方法の副作用、後日検証に現れない被験者などはPIに反映することができない。
だからといってPIに信憑性がなくなるわけではない。科学的根拠にだけ基づいた指数であることを踏まえた上で避妊検証実験の状況を勘案して、PIをどれだけ重視すべきかを検討すべきである。

## 避妊方法
| 避妊方法                                        | 典型的な使用の場合 | 完璧に使用した場合 |
| ----------------------------------------------- | ------------------ | ------------------ |
| 避妊をしない                                    | 85%                | 85%                |
| 複合経口避妊薬                                  | 9%                 | 0.3%               |
| プロゲスチンのみのピル                          | 13%                | 1.1%               |
| 不妊手術（女性）                                | 0.5%               | 0.5%               |
| 不妊手術（男性）                                | 0.15%              | 0.1%               |
| コンドーム（女性）                              | 21%                | 5%                 |
| コンドーム（男性）                              | 18%                | 2%                 |
| 銅の子宮内避妊器具（IUD）                       | 0.8%               | 0.6%               |
| ホルモンの子宮内避妊器具（IUD）                 | 0.2%               | 0.2%               |
| 避妊パッチ                                      | 9%                 | 0.3%               |
| 膣リング                                        | 9%                 | 0.3%               |
| MPAの注射                                       | 6%                 | 0.2%               |
| 避妊用インプラント                              | 0.05%              | 0.05%              |
| ダイヤフラムと殺精子剤                          | 12%                | 6%                 |
| 生理的変化を利用した方法（Fertility awareness） | 24%                | 0.4–5%             |
| 膣外射精                                        | 22%                | 4%                 |
| 泌乳性無月経法 （6ヶ月の失敗率）                | 0–7.5%             | <2%                |

### 避妊具の使用

#### コンドーム

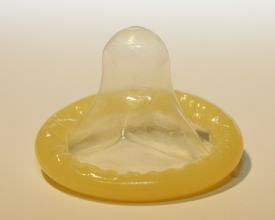
使用前のコンドーム（突起部が精液溜まり）

コンドームはラテックスやポリウレタンの薄膜をサック状にした避妊具で、膣に挿入する前に勃起した状態のペニスに被せて使用する。避妊具の中では最も一般的に使用される（PI：3 - 14%程度）。確実な避妊のためには、勃起直後に装着することが勧められる。また、勃起したペニスの大きさに適応したコンドームを使用しないと行為中に外れる可能性があるため、自身（パートナー）の勃起したペニスの大きさを測定した上で、大きさに応じたコンドームを装着しなければならない。
勃起時のペニスの参考サイズは、コンドームを参照のこと。ペニスの太さにあわせて多様なサイズが用意されており、SSやLLは店頭になくともECサイトで気軽に購入できる。効果を確実にするために、適切なサイズのコンドームを選択することが望まれる。

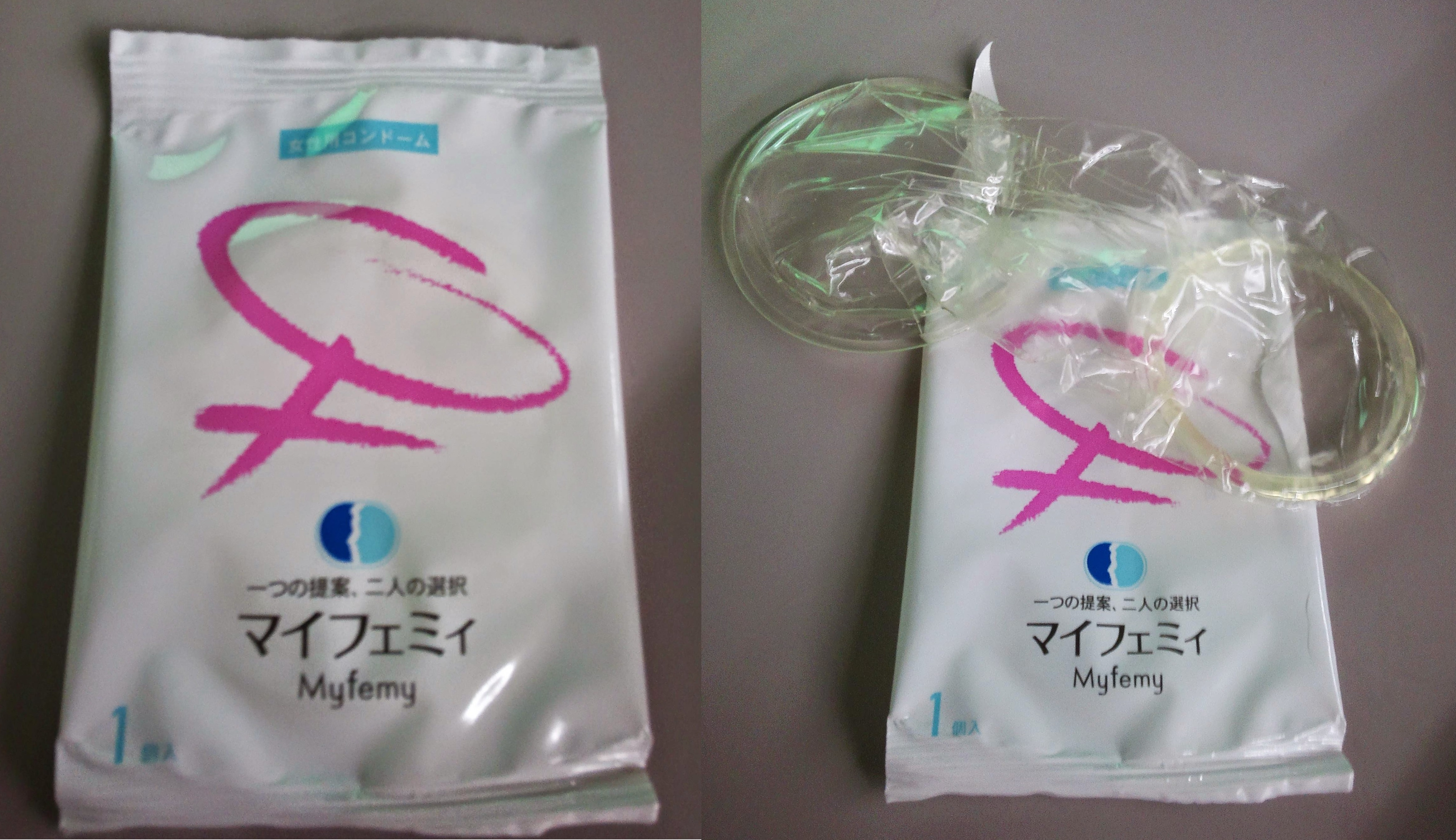
大鵬薬品工業から2004年4月30日まで発売されていた女性用コンドーム「マイフェミィ」

単に「コンドーム」と言うと男性が装着する避妊具を指すが、女性器に装着する女性用コンドームも市販されている。

#### ペッサリー

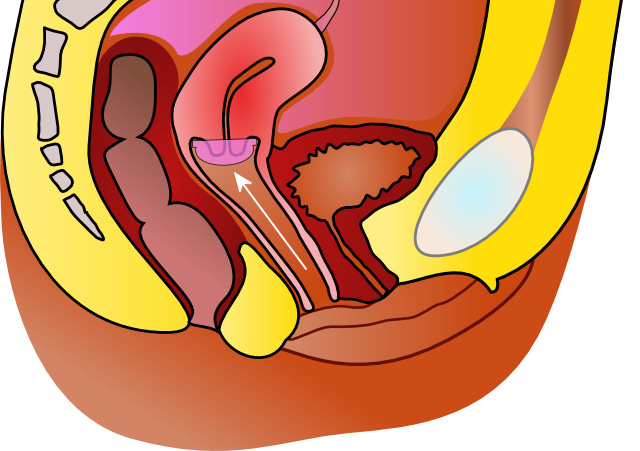
ペッサリーの装着位置

避妊用のペッサリーは膣より挿入するゴム状の避妊具で、本来は子宮の位置を直すための道具である。子宮口に被せるように指で挿入し、通常は殺精子剤と併用するが現在ではほとんど使われていない。膣内に入った精子が子宮に達せず避妊することができる。装着状態が見えないために正しく装着するのが難しい。
装着方法については指導が必要であり、避妊の確率もあまり高くなく（PI：6 - 20%程度）単独ではあまり使用されない。また、人によって適したサイズ・形状などが異なるために薬局では販売されておらず、入手するためには産婦人科医の診察を受ける必要がある。ペッサリーは避妊の目的以外にも、膀胱脱や子宮下垂、子宮脱の矯正にも使用される。

#### 子宮内避妊用具(IUD)

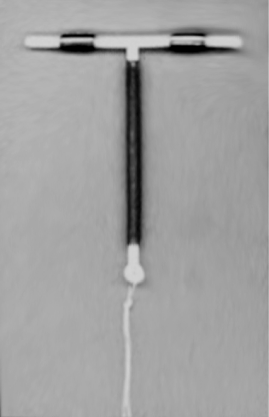
銅付加IUD「パラガード」T 380A

子宮内避妊用具にはリング状・ループ状・コイル状など様々な形がある。これを病院において子宮内に挿入しておくと体機能としての異物排除機能が働き、受精卵の着床を妨げることで妊娠を防ぐ。避妊の確率はあまり高くなかったが、近年の改良により徐々に確率は高くなっているとされる。日本では単純タイプに加え、銅付加タイプ（PI：0.6 - 0.8%程度）が認められている。Intra-uterine (Contraceptive) Deviceの頭文字をとってIUD（あるいはIUCD）とも呼ばれる。日本ではリング状のものが早くから普及したため「避妊リング」と呼ばれることも多い。
月経が終了してから、 4 - 5日の間に装着する。副作用として月経の出血量増加や期間延長、下腹痛、不正性器出血が起きる場合がある。ある製品では総症例1,047例中602例(57.5%)に使用に関係する副作用が認められ、主な副作用としては月経異常269件)(25.7%)、過多月経136件(13.0%)、月経中間期出血120件(11.5%)、腹痛116件(11.1%)、疼痛111件(10.6%)、白帯下108件(10.3%)等であった。また、IUDが子宮から飛び出してくる滑脱子宮の壁を突き破る穿孔、骨盤内炎症性疾患(PID)、挿入後の子宮や卵管に感染などの有害事象がある。誰でも使用できるわけではなく、先天性心疾患又は心臓弁膜症の患者には慎重な使用が求められる。また使用ができないケースとしては通常、出血性素因のある女性や診断の確定していない異常性器出血のある人、妊娠のしたことのない人や子宮外妊娠をしたことがある人、貧血を伴う過多月経のある人、性感染症や性器感染症のある人、頸管炎又は腟炎の患者や産婦人科領域外であっても重篤な疾患のある患者、先天性・後天性の子宮形体異常のある女性などがある。また普通の妊娠は防げても、子宮外妊娠は防げない。また、定期検診と数年に一度の取替えが必要である。

#### ミレーナ

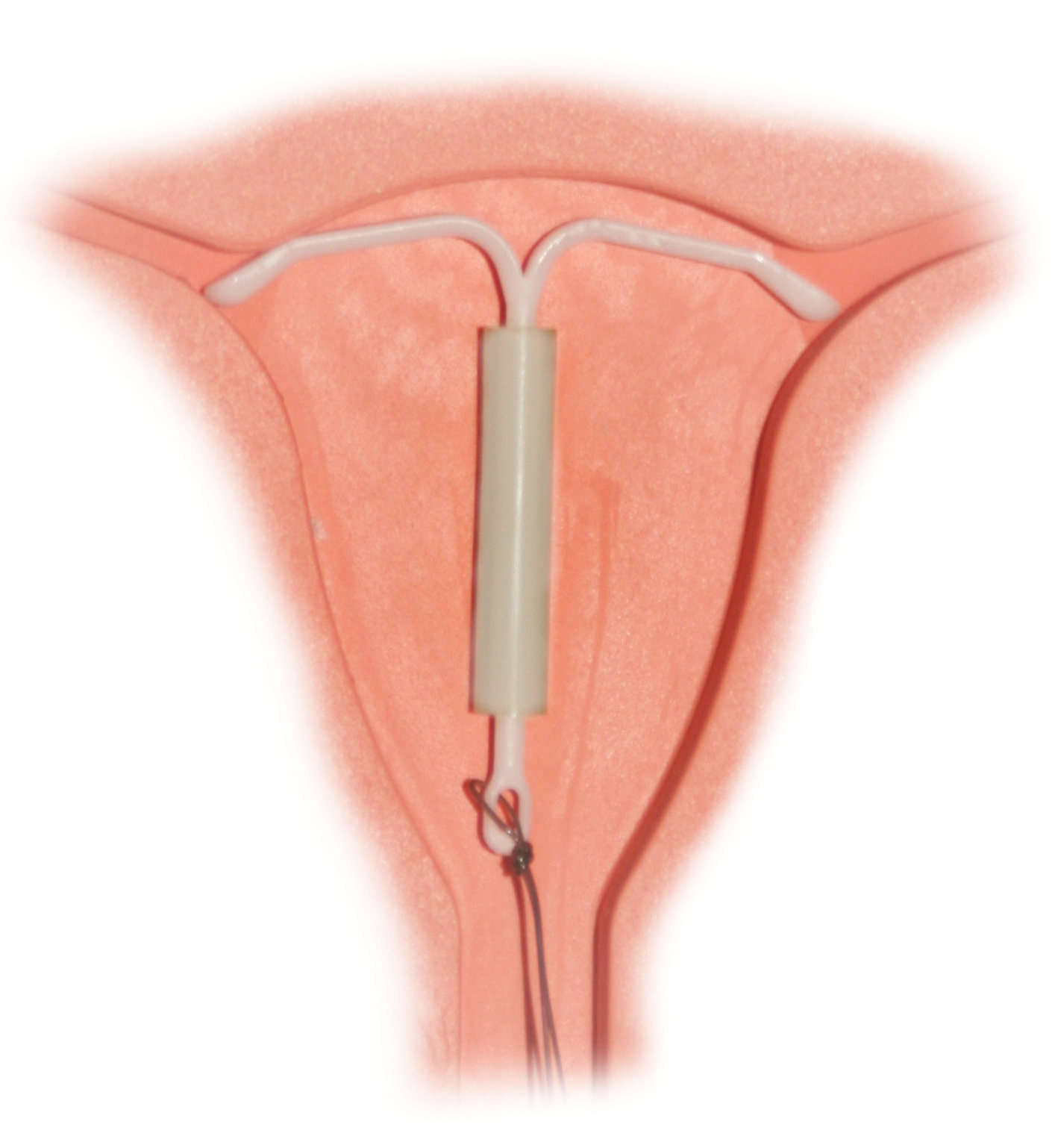
子宮内避妊システム「ミレーナ」

挿入方法、形状はIUDと同じだが、中央の部分から黄体ホルモン（女性ホルモンの一種）が持続的に子宮内に放出されるのが特徴であることから、「レボノルゲストレル放出子宮内避妊システム」と呼ばれることとなった。黄体ホルモンは子宮頸管（子宮の入り口）の粘膜を変化させ精子の侵入を防ぎ、また子宮内膜の増殖を抑制し、受精卵の着床を防ぐ作用がある。それに伴う倫理的問題は子宮内避妊用具(IUD)と同じである。ミレーナは1970年代に開発が始まり1990年にフィンランドで初めて承認・発売された。月経が終了してから4、5日の間に装着する。ただし使い続けていると無月経になる可能性もあるが、除去すれば直ぐに月経が戻り妊娠可能となる。過多月経の女性には推奨できないIUDと異なり、ミレーナでは月経時の出血量が軽減される。また、IUDと同様に子宮から飛び出してくる滑脱、子宮の壁を突き破る穿孔のリスクがある。
他の副作用としては、総症例482例中428例(88.8%)に副作用が認められ、主な副作用は月経異常（過長月経，月経周期異常等）379例 (78.6%)、卵巣嚢胞61例(12.7%)、除去後の消退出血57例 (11.8%)、月経中間期出血48例(10.0%)、腹痛38例(7.9%) 等。誰でも使用できるわけではなく、性器癌及びその疑いのある人、黄体ホルモン依存性腫瘍及びその疑いのある人、診断の確定していない異常性器出血のある人、先天性・後天性の子宮の形態異常（子宮腔の変形を来しているような子宮筋腫を含む）、性感染症になったことがある又は性器感染症のある人、頸管炎又は腟炎の患者、再発性又は現在PIDの患者、子宮外妊娠や分娩後子宮内膜炎又は感染性流産になったことのある人、重篤な肝障害又は肝腫瘍の患者、妊婦又は妊娠している可能性のある女性には使用できない。また、先天性心疾患又は心臓弁膜症の患者、糖尿病患者、肝障害のある患者には副作用があるため、慎重な使用が求められる。使い始めてから数ヶ月の間は子宮内膜への刺激などで月経時以外にも少量の出血が続く場合もあり、出産経験の無い人は子宮口が開いていないため挿入時に痛むこともある。IUDと同様、定期的な検診と数年に一度の取替えが必要である。

### 薬品の使用

#### ピル（避妊用ピル）
内服用の避妊用女性ホルモン剤のこと。経口避妊薬(OC)とも呼ばれる。
ピルを女性が服用することにより、人工的に排卵終了後の黄体期と同様な内分泌状態を持続させることで排卵を停止させる。正しく服用した場合の避妊の確率はそれなりにある（PI：0.1-5程度）。避妊以外にも生理時期の調整や月経困難症（生理に伴う重い症状）の緩和、子宮内膜症の治療などに使われる。一方で人により血栓症、肥満などの副作用が出る場合もあるので入手には医療機関の受診が必要である。
副作用としては、体重の増加(肥満)、偏頭痛、吐き気、嘔吐、イライラ、性欲減退、むくみ、膣炎、肝機能障害、長期服用による発癌性などの可能性が指摘されている。子宮筋腫、糖尿病を悪化させる可能性もある。ピルの主要な副作用としては血栓症があげられる。
ピルは、血栓が起こるリスクを3 - 5倍引き上げるとされ、イギリスでは10年間に104人が血栓症で死亡した。日本でも、医薬品の安全を管理する独立行政法人医薬品医療機器総合機構の集計によると、2008年 - 2013年上半期に、日本で使用されたピルに関して、血の固まりが血管をふさぐ血栓の重症例361件が副作用として報告されていた。その中で死亡例は11件あり10代1人、20代2人、30代4人、40代1人、50代2人、不明1人だった。
発癌性に関しては、国際がん研究機関によるIARC発がん性リスク一覧で、「経口避妊薬の常用」に関して「Group1 ヒトに対する発癌性が認められる」と評価されている。また、喫煙を伴うと心臓・循環器系への副作用が高まるため、ピルを服用するなら喫煙をしないことが望ましい。
ピルを服用できない場合としては、乳がん・子宮体がん・子宮頸がん・子宮筋腫の患者及び疑いのある人、原因不明の出血や血栓症を起こしたことがあるがある人及び肺塞栓症・冠動脈疾患・血栓症静脈炎・脳血管障害の患者やこれらの病気にこれまでにかかったことがある、その疑いのある人、片頭痛の患者、糖尿病患者、高血圧の人、35歳以上で1日15本以上のタバコを吸う人、コレステロール値や中性脂肪の高い人、腎臓や肝臓に病気のある人、以前妊娠した時に持続的なかゆみまたは黄疸や妊娠ヘルペスの症状が出たことのある人。
また肥満や40歳以上の人、子宮筋腫のある人などには慎重な投与が求められる。かつては中用量ピルが用いられていたが、副作用のリスクの低減を目的として低用量ピル、超低用量ピルが開発された。
日本でのピルの承認は、他先進国と比較して酷く遅れ、ピルの発見から40年間の年月を必要とした（アメリカ合衆国では1960年代に認可されている）。日本では、まず最初に治療目的の中用量ピルが最初に認可されたが、避妊を目的としたものではなく、副作用も強かった。1998年やっと避妊目的の低用量ピルが認可された。2010年に超低用量ピルが月経困難症の治療薬として認可されたが、避妊用としては低用量ピルが主流になっている。

#### インプラント
プロゲステロンを含有した徐放性のスティックを女性の上腕の皮下に埋没させ、長期間にわたって避妊効果を発揮させるもの。処置は局所麻酔で簡便に実施できる。アメリカでは1回の挿入によって3年間の避妊効果が得られる。避妊効果もピルより高い。3年後あるいは妊娠を望む時は切開してスティックを取り出す必要があるのが欠点であり、挿入時よりも手間がかかる。日本では未認可。

#### 皮膚パッチ剤
エブラ (EVRA) 避妊パッチなど。エストロゲンとプロゲステロンを含有したパッチ剤を女性の皮膚に貼ることによって避妊効果を発揮する。1枚のパッチ剤で1週間の避妊が出来る。日本では未認可であるが、個人の責任で自己使用できる避妊薬なので個人輸入されている。

#### 注射剤
プロゲステロンを皮下ないし筋肉注射する避妊法。3か月毎の注射が必要。注射の中止によって、半分の女性が半年以内に生殖能力を回復するが、最長1年かかる場合もあるとされる。日本では未認可。

#### 殺精子剤

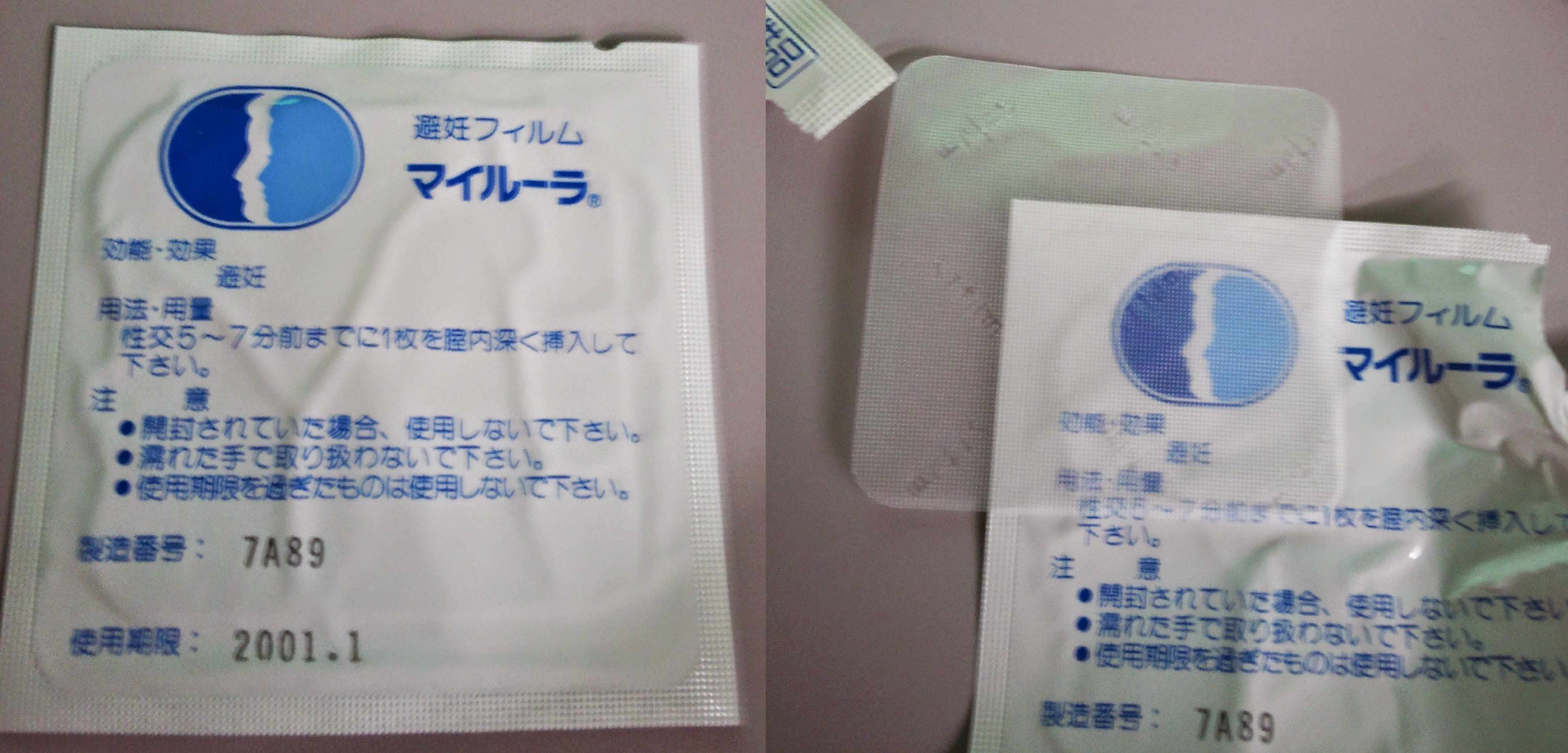
大鵬薬品工業が2001年まで発売していたマイルーラ（フィルムタイプ）

精子を殺す作用のある薬剤を性交の一定時間前に膣内に挿入し、避妊を行う。ピルのような全身の副作用がなく、女性自身の手で避妊できるという利点がある。欠点は錠剤やフィルム状の製品は膣内奥に留置するのにコツが必要であり、溶解するのに時間が掛かるので、初心者では失敗しやすく、避妊の確率はあまり高くない（PI：6-26程度）。すなわち、精子が全て死ぬわけではなく、生き残った精子が受精することも非常に多い。そのため、他の避妊方法と併用すべきである。
また、性交後に薬剤が流れ出て下着やシーツが汚れやすいという欠点や、薬剤によるアレルギーで外陰部炎を起こすケースもある。スポンジ以外の製品は、1回の射精につき1つ使用する必要があり、2回目以降の射精では追加投与が必要である。
日本では嘗てマイルーラ（大鵬薬品工業）やサンプーン（エーザイ）等が国内向けに販売されていたが（詳しくは後述）、
2015年までに全て販売終了となっている。
ただ認可はされているので、世界からの個人輸入で取り寄せることは可能。
以下の5種類のタイプが存在する。
錠剤
溶けるのに時間がかかり即効性でなく、行為の後に流れ出た薬剤で下着やシーツを汚しやすいのが欠点。反面携帯に便利という利点もある。薬剤は膣液で絶えず希釈され体外に流出することもあるので射精のたびに追加使用する必要がある。日本ではエーザイからメンフェゴールを主成分とする｢ネオサンプーン ループ錠｣が製造販売されていたが、原料の入手難により2011年3月に製造終了した。トローチ状のリング形状をした白色の錠剤であり、膣の奥に入れると膣液で溶解・発泡して効果を発揮する仕組みであった。アメリカでは半固形の坐薬状の形状のものが「Encare」（エンケア）の商品名で販売されている（エンケアの主成分はノノキシノール-9）。
ゼリー
海外ではペッサリーに塗布して使用する薬剤や、アプリケーターで膣内に注入する製品が販売されている。使用直後から効果発揮するのが利点であるが、アプリケーターが必要であり、使用後に洗浄などの手間隙が必要なのが欠点。充填済みの使い捨てアプリケーター形式の製品も海外では販売されている。アプリケーターに充填してから使用する商品では、アプリケーターは再使用するために使用後に洗浄が必要である。日本ではかつてFPゼリー：発売/日本家族計画協会（製造/第一薬品産業株式会社）が販売されていた。FPゼリーの成分はポリオキシエチレンノニルフェニルエーテルであったが、発売中止されている。アメリカではOrtho(Ortho Options Vaginal Contraceptive Jelly)やOptions Conceptrolという製品が販売されている。
フィルム
3cm四方の半透明のフィルム状の薬剤を折りたたんで膣の奥に留置し、膣液で溶解して効果を発揮するもの。携帯に便利であるが折りたたんだ薬剤を膣の奥に留置するのが難しいという欠点がある。錠剤と同じく即効性ではない。日本ではマイルーラという製品が大鵬薬品工業から販売されていたが、外陰部の刺激症状のトラブル報告などもあり、2001年3月に販売中止された。マイルーラの成分もFPゼリーと同じく、ポリオキシエチレンノニルフェニルエーテルである。アメリカでは同じ成分の「VCF」という製品が販売されている（VCF Dissolving Vaginal Contraceptive Films）。
スポンジ
殺精子剤を染み込ませたポリウレタン製のスポンジを膣円蓋に留置して避妊するもの。精子を物理的・化学的に阻止する。妊娠阻止率は89% - 91%でアメリカの「トゥデイ・スポンジ」(Today Sponge) が代表的商品。24時間効果が持続するのが特徴で2回目以降の射精に対しても追加で使用する必要は無い。性交渉の後6時間は膣内にスポンジを留置する必要がある。最大留置時間は30時間とされている。スポンジは使用前に水を含ませてから膣内に挿入する。タンポンの使用経験が無い女性には正しい位置にスポンジを留置するのは難しいとされ、使用を避けるべきと説明書には勧告されている。スポンジには子宮頚部にフィットするように凹部が設けられており、また取り出すときに指を引っ掛けやすいようにバンドが取り付けられている。スポンジの硬さは膣組織と同じ硬さに設定されており、性交時の男性側の違和感を緩和する工夫がなされている。1995年に製造元の設備劣化のために販売中止となり、在庫を巡って騒ぎになった。映画『となりのサインフェルド』では、主人公がスポンジを愛用していたが製造中止によって手持ちが少なくなり、使う相手を厳選するというエピソードが紹介されている。2005年に製造権利を買い取った新興企業アレンデール・ファーマスーティカルズ社から再発売された。
フォーム
殺精子剤を泡状にしたもの。スプレー缶に充填されており、使用前にアプリケーターに泡状の殺精子剤を充填し、アプリケーターを膣内に挿入して注入する。特徴はゼリーとほぼ同じで即効性。アプリケーターは再使用するために使用後に洗浄が必要である。2000年代までアメリカで流通していたが、その後発売中止となっている。

### 生理的変化を利用した避妊

#### オギノ式
女性の月経周期に基づいて妊娠可能な期間を計算・予測し、その期間中の性行為に限り避妊を行う方法（PI：9程度）。周期法とも呼ばれる。簡便な方法であるが、排卵の乱れなどにより予測を失敗してしまう可能性もある。不妊治療のため日本人産婦人科医・荻野久作が発見した、月経周期に関する「荻野学説」が避妊法に応用されたものである。
なお、荻野本人は自分の学説が避妊法として利用されることについて、より確実な避妊法が存在する上に中絶の増加に繋がるとして大いに反対していた。「女の身体には1日たりとも『安全日』などありはしない」「迷惑だ。むしろ不妊治療に役立つ学説だ」と主張しつづけた。
カトリック教会の教学上（人のいのちを育む家庭のいしずえとして、夫婦の本来の性のあり方を守るため）、排卵法（ビリングス・メソッド）と共に認められている、受胎調節法（自然な家族計画）の一つである。

#### 基礎体温法
女性の月経の周期のうち、基礎体温を計測して低温相から高温相に変わった日（排卵日）を知り、それから4日目以降に性行為を行う方法（PI：3程度）。毎日規則正しい生活を行い、かつ定時に基礎体温を測り続ける必要がある。
上記のオギノ式と併用することで、より避妊成功率を高めることができる。

#### 長期授乳
妊娠可能年齢の女性には、母体が必要なエネルギーを脂肪として蓄えないと妊娠可能とはならない生理的メカニズムがある。女性の正常な妊娠には平均的に27,000カロリーのエネルギーを必要とし、出産後に体重に対する脂肪の割合が20から25パーセント程度の水準まで脂肪を蓄えないと排卵が再開されない。嬰児への授乳は1日に約1,000カロリーを必要とするため、授乳によって子育てを行う環境では排卵の再開が遅くなる。動物性蛋白質を主な栄養源とし、日常的に移動する狩猟採集民のサン族の女性は、授乳期間を長くすることで意図的に妊娠間隔を4年以上に伸ばすことを可能としている。

#### その他の方法
この他、子宮頚管粘液の状態で排卵日を確認する頚管粘液法もある（PI：2程度としているが、詳しく検証されているかなど不明である）。

### 外科的手法

#### 不妊手術
不妊手術 (sterilization) とは卵管、または精管を外科手術によって縛り（結紮）、卵子や精子の通過を止めることによって避妊する方法である。卵管の結紮には、経腹または経膣による腹腔鏡手術が必要となるために、帝王切開術と同時に行われることがある。精管結紮術は、外来で局所麻酔のみで簡単に実施出来るが、結紮した精管が再癒合しやすいために術後に精液中に精子が検出されなくなるか確認が必要である。また既に精嚢に貯留している精子が無くなるまでは受精能力を失っておらず、術後にただちに不妊になる訳ではない。一度これら手術を行ってしまうと妊娠のためには再度手術を行わねばならないが、再手術の難易度は高く人工授精が必要になる場合もある。妊娠を強く望まない夫婦や、妊娠することで女性の母体や胎児に対して深刻な問題が起きる可能性がある場合などに用いられる（PI：男性0.10% - 0.15%程度、女性0.5%程度）。子宮全摘についても、子宮筋腫や子宮内膜症などの合併症の程度によっては、避妊目的を含めて実施されることもある。

### 膣外射精
性交時に射精の寸前に陰茎を膣から抜いて膣外に射精を行うこと。アダルトビデオなどで頻繁に描写されるため、避妊法として認識されている場合も少なくないが、精子は射精時の精液だけでなく、前段階で分泌されるカウパー腺液中にも僅かに存在する場合があるため避妊法とは言えず通常は避妊法としてカウントされない（PIは4-19程度）。性交後にビデなど水などを使用して洗い流すことも、一部の精子は子宮に入ってしまうため、通常は避妊法としてカウントされない。

### 性行為の制限
性交を伴わない性行為で、ペッティングと呼ばれている。以下もペッティングの中に含まれる。
オーラルセックス
男性器を女性器へ挿入することなく、女性が手や口を使い射精させる性行為。
肛門性交
男性器を膣の代わりに肛門へ挿入し射精する性行為。膣へ挿入していないので通常妊娠することはないが、膣と肛門が近いため肛門への精液が膣に流れ出ることによる妊娠がありうる（その他の問題については「アナルセックス」の項を参照）。

## 緊急避妊
避妊に失敗した可能性がある、強姦などによって望まぬ妊娠の可能性に直面した場合などは、性交後に内服して妊娠を回避する緊急避妊薬が使用されている。アフターピル、モーニングアフターピル、エマージェンシーピル、EC(Emergency Contraception)など呼ばれる。
1970年代よりYuzpe（ヤッペ）法と呼ばれる緊急避妊は欧米で実施されており、日本でも「医師の判断と責任」によって緊急避妊法としてホルモン配合剤を転用した避妊が行われていた。これらは効果が低く副作用の強い中容量ピルを使ったものであった。1999年に副作用が少なく効果が高いレボノルゲストレル錠が "NorLevo" としてフランスで正式に商品化された。WHOもレボノルゲストレルの導入を後押ししたが、ピルと同様に日本では導入が遅れ2011年2月23日に緊急避妊薬ノルレボRとして承認された（アジアで認可していないのは日本と北朝鮮だけであった）。
性交後72時間以内に内服する必要がある。レボノルゲストレルは、排卵抑制作用により避妊効果を示すことが示唆され，その他に受精阻害作用及び受精卵着床阻害作用も関与する可能性が考えられており、そのことに倫理的な批判も存在する。日本国内ではノルレボ錠として流通している。医療機関によって処方される。現在では、直接対面ではなく、コロナ影響化によりオンライン診療及びオンライン処方で研修を受けた医師と薬剤師が処方することが可能となっている。産婦人科だけではなく総合病院が脳神経外科や眼科医師も処方可能リストに名を連ねている。
産婦人科医の調査では10代の妊娠（分娩希望）の場合も妊娠中自殺願望を持った患者は全体の15.6%であり、7.2%は自殺を試みている。一般の性感染症患者、緊急避妊薬処方患者は、デートDV 被害者や性虐待被害者の場合が多く、自殺願望が認められると報告されている。また中絶後の患者が人工妊娠後遺症（PAS）に悩んでいるケースは76.2%であり，48.3%が自殺願望を持ち12.2%が実際自殺を試みている状況にある。このことから、若年層の妊娠は分娩希望の場合でも精神不安に陥りやすいこと、また年齢に関わらず緊急避妊薬を求める女性は性被害者が多く、中絶処置をした患者についてはその後思い悩み自殺企画が多いことが読み取れる。若すぎる妊娠や、望まない妊娠は自殺のリスクを高め、出産後0日の嬰児殺害にもつながっている。海外では後述の緊急避妊薬でその妊娠の多くが容易に回避できる状況にあるが、日本国内では実現しておらず結果として女性が望まない妊娠・出産の負担を負うことになり日本国内の女性に対し憲法に定める法の下の平等や生存権が危ぶまれるものとなっている。
ノルレボ錠は国内の第Ⅲ相臨床試験において、性交後72時間以内にノルレボを1回経口投与した結果、解析対象例63例のうち、妊娠例は1例で、妊娠阻止率は81.0%であった。全ての妊娠が防げるわけではなく、性交後72時間を超えて本剤を服用した場合には63%であり、妊娠阻止率が減弱する傾向がみられた。なお、銅付加子宮内避妊器具IUDは避妊をしなかった性行為の後、5日以内に子宮内に挿入すると、緊急避妊の方法としてほぼ100％の効果があり、希望があれば長期的な避妊手段として入れたままにしておくことも可能である。
海外では30年以上前から使用され、安全な中絶・流産の方法としてWHOの必須医薬品にも指定されている経口中絶薬（ミフェプリストン、ミソプロストール）は日本では中絶や流産に対しての適応は許可されていない。『フランス･ジャポン･エコー』編集長レジス・アルノーからは、経口妊娠中絶薬はすべての先進国、それに発展途上国の多くでも認可され中国やウズベキスタンの女性も手に入れているにもかかわらず厚生労働省は、経口妊娠中絶薬についてFDAの古い危険という、誤った見解の情報を発し続けてリンク切れを起こしている、ことを指摘しており、認可されていない状況を憂いている。厚生労働省は2018年、インターネットでインド製と表示された経口妊娠中絶薬を個人輸入し服用した20代の女性に、多量の出血やけいれん、腹痛などの健康被害が起きていたと発表し、個人輸入規制の強化を図った。
レボノルゲストレルを使用してはいけない場合は、本剤の成分に対する過敏症の既往がある場合、重篤な肝機能障害のある場合、妊婦、その他肝障害・心疾患・腎疾患又はその既往歴のある場合にも慎重を要する。また、重度の消化管障害あるいは消化管の吸収不良症候群がある場合，本剤の有効性が期待できないおそれがある。副作用としては、消退出血(46.2%)、不正子宮出血(13.8%)、頭痛(12.3%)、悪心(9.2%)、倦怠感(7.7%)などがあり、その他にめまい、腹痛、嘔吐、下痢、乳房の痛み、月経遅延、月経過多、疲労などがある。妊娠回避効果は100%ではなく、排卵日付近の性交渉ではレボノルゲストレルを使っても81% - 84%である。その他の方法として少量のミフェプリストン（10mg程度）を使用する方法がある。ミフェプリストンが受精卵の着床を阻害するためと考えられていたが、その後の研究により卵巣からの排卵抑制効果によるものと判明している。
性交後72時間を過ぎた場合は、IUDやミレーナによって妊娠を阻止する。
日本においても、世界で承認されている、子宮内避妊システムの小さいものの利用、腕に入れるインプラント、皮膚に貼るシールの利用を含め「産む・産まない」の選択を女性自身が決める「リプロダクティブ・ヘルス・ライツ」の権利が尊重される必要がある。

## 避妊についての論争
避妊を強く非難する意見や逆に積極的に広めようとする意見があり、論争が続いている。

### 推進論
一方で避妊とは女性のみに妊娠という母体に負担を掛けることから解放して自由度を高め、男女が平等に性を謳歌することを可能とする手段とも言え、性的快楽を是としてあまり罪悪視しない人々の間には賛成する声も多い。また発展途上国での人口調節に置いて、避妊の推奨は切実な問題となっており、1994年の国際人口開発会議（ICPD/カイロ会議）では、女性は出産する時期と子どもの数、出産間隔を自由に決定でき、そのための情報と手段を得ることができるという、基本的権利「リプロダクティブ・ヘルス／ライツ」持っているという概念が国際的に提唱されている。国際家族計画連盟(IPPF)事務局長ジル・グリアは第一子を出産する年齢を女性自身で決められるということが特に重要であるとしている。

### 反対論
避妊とは言うなれば生殖という生物学的な由来を捨て去り、完全に個人の快楽（特に男性）のための性行為を可能にする手段であると言える。性を建前上罪悪視する人々にとってはこれは「性行為を認めるべき唯一の理由（生殖）」が欠けたということであり、彼らは避妊を伴う性行為を否定している。宗教の熱心な信者にとって、避妊は性の本来のあり方に反するとされる。古来からカトリック教会では夫婦愛の姿として性を捉えており、避妊は本来の全人的な性のあり方に反し、結局は夫婦愛に陰を落とし、損なうものとして、罪とされる。一方、自然な受胎調節は認められており、人工的な器具などを使わない荻野久作博士による研究や、より最近ではビリングス博士夫妻による非常に有効な排卵法（ビリングス・メソッド）は、カトリック教会によって推奨されている。国民の大多数がカトリック教徒で、教会が影響力を持つアイルランドでは避妊は中絶と共に異端視されている。離婚は1990年代に合法化され、避妊具も普通の商店で売られるようになった。
宗教を理由とする以外の批判としては、緊急避妊やIUD、ミレーナの使用によって、受精卵の着床を阻止する作用があるため、これらは命（受精卵）を強制的に殺すこと、妊娠中絶（子おろし）であるとして非難する人々もいる。

## フィクション作品上の避妊描写
ほとんどすべての小説、映画、ビデオその他の中の避妊の措置が当然なされるであろうと思われるいわゆる和姦描写において、その描写はリアリズムが標榜される場合においてさえ、意図的に回避される。このことを問題視する作家に姫野カオルコなどがいる。